# Сјећање (ТВ филм)
„Сјећање” је југословенски ТВ филм из 1967. године. Режирао га је Даниел Марушић а сценарио је написао Бранислав Глумац.

## Улоге
| Глумац           | Улога |
| ---------------- | ----- |
| Виктор Бек       |       |
| Павле Богдановић |       |
| Мате Ерговић     |       |
| Ана Карић        |       |
| Емил Кутијаро    |       |
| Мира Зупан       |       |